# 피타 윌슨
피타 윌슨(Peta Wilson, 1970년 11월 18일 ~ )은 오스트레일리아의 배우이다.

## 출연 작품
- 말리부 샤크 어택 (2009)
- 뷰티풀 (2009)
- 가든 오브 더 나잇 (2008)
- 수퍼맨 리턴즈 (2006)
- 조니 제로 (2005)
- 젠틀맨 리그 (2003)
- 머시 (2000)
- 배니싱 포인트 (1997)
- 슬픈 섹스 (1995)

### 텔레비전
- 니키타 (1997-2001)